# Општина Маглај (Република Српска)
Српска општина Маглај је бивша општина Републике Српске, која се налазила у Озренској регији. Формирана је у прољеће 1992. године на територији бивше југословенске општине Маглај, а сачињавала су је српска насеља маглајске општине. Формално је постојала до потписивања Дејтонског споразума.

## Настанак општине
Према Закону о територијалној организацији и локалној самоуправи Републике Српске из 1994. године, једна од општина у Републици Српској је била и Општина Маглај која је укључивала насељена мјеста бивше југословенске општине Маглај. Српска општина Маглај је формирана са циљем да у тешкој војно-политичкој ситуацији организује што нормалнији живот.

## Географија
Српска општина Маглај се налазила у сјеверном дијелу Републике Српске. Граничила се са општинама Теслић, Добој и Завидовићи у Републици Српској. Српска општина Маглај је обухватала територију бивше југословенске општине Маглај.

## Политичко уређење
Начелник општине је представљао и заступао општину и вршио извршну функцију у Маглају. Општинску администрацију, поред начелника, чинила је и скупштина општине.

### Повјереништво за Општину Маглај
Повјереништво за општину Маглај је формирано 1996. године на основу Тачке 2. Амандмана XXXV на Устав Републике Српске и Тачке 2. Одлуке о образовању повјереништава за општине односно подручја која су у цјелини или дјелимично ушла у састав Федерације БиХ. Повјереништво општине извршава налоге Народне скупштине, Предсједника Републике и Владе Републике Српске и врши послове из надлежности Скупштине општине и Извршног одбора, у складу са законом. Повјереништво је образовано у сљедећем саставу:
1. Чедо Мочић, предсједник,
2. Влајко Маљеновић,
3. Боро Благојевић,
4. Миленко Билић,
5. Владо Васић,
6. Јован Лукић,
7. Станоје Симић.

## Образовање
Према Одлуци о привременом броју и просторном распореду основних школа у Републици Српској из 1994. којом се утврђује број и просторни распоред основних школа као и број издвојених одјељења основних школа у Републици Српској, на територији Српске општине Маглај, егзистирала је Основна школа „Озрен” са сједиштем у Јабланици и издвојеним одјељењима у Бакотићу, Брезицима, Горњој Бочињи, Горњој и Доњој Пакленици, Горњем и Доњем Раковцу и Рјечици. Одлуком о привременом броју, структури и просторном распореду средњих школа на територији Републике Српске из 1995. утврђено је да на територији општине не егзистира ни једна средњошколска установа.